# Nino Korda
Nino Korda, geboren als Nino Nannizzi, (* 2. Oktober 1927 in Worblingen; † November 2013 in Buchloe) war ein deutscher Schauspieler.

## Leben
Der Sohn eines italienischen Architekten und einer Deutschen wuchs in der Schweiz auf und studierte Zahnmedizin. Daneben nahm er Schauspielunterricht bei Eugen Klöpfer in Konstanz.
1953 gab er sein Debüt im Brunnenhof-Theater in München. 1962/63 war er am Schauspielhaus Köln engagiert, 1965 am T(h)eater in der Briennerstraße in München, sodann in Zürich, Basel und 1977 bis 1979 in Bern. 1980 agierte er am Theater „Die Kleine Freiheit“ in München und vor allem seit 1960 an der dortigen Kleinen Komödie. 1983 übernahm er zusammen mit Isebil Sturm die Leitung der Kleinen Komödie mit den beiden Bühnen Komödie im Bayerischen Hof und Kleine Komödie am Max II.
Korda, der beim Theater vor allem in Komödien und Krimis zu sehen war, erhielt seit Beginn der 1960er Jahre mehrmals kleinere Rollen beim Film und Fernsehen, so als GSD-Ordonnanz in der siebenteiligen Science-Fiction-Serie Raumpatrouille. Häufiger wurde der schwarzhaarige Schauspieler vor allem während der Sexwelle als Nebendarsteller in einigen Filmen eingesetzt, danach besonders in Fernsehserien.
Er war verheiratet und Vater von zwei Söhnen. Seinen Lebensabend verbrachte Korda in Buchloe, wohin das Ehepaar im Herbst 1999 von München übersiedelte. Sein Sohn Alexander Korda (* 1964), der ebenfalls Schauspieler ist, benutzte zeitweilig den Künstlernamen „Nino Korda junior“.

## Filmografie (Auswahl)
- 1957: Die Eintagsfliege
- 1963: Jahre danach
- 1963: Das Kriminalmuseum (Serie) – Zahlencode N
- 1964: Die Zeit der Schuldlosen
- 1964: Die Verbrecher
- 1964: Das Kriminalmuseum (Serie) – Tödliches Schach
- 1965: Das Kriminalmuseum (Serie) – Die Mütze
- 1965: Geld Geld Geld – Zwei Milliarden gegen die Bank von England
- 1965: Gewagtes Spiel (Serie) – Über 70 mal
- 1966: Finden Sie Livingstone!
- 1966: Der Rivonia-Prozess
- 1966: Raumpatrouille (Serie)
- 1966: Die seltsamen Methoden des Franz Josef Wanninger (Serie) – Rivalitäten
- 1966: Carmen-Baby
- 1967: Interpol (TV-Filmreihe) - …geborene Lipowski
- 1967: Polizeifunk ruft – Gefährlicher Spaziergang
- 1967: Der Tag, an dem die Kinder verschwanden
- 1968: Sünde mit Rabatt
- 1968: Der nächste Herr, dieselbe Dame
- 1968: Bengelchen liebt kreuz und quer
- 1969: Libido – Das große Lexikon der Lust (Le 10 meraviglie dell'amore)
- 1969: Pater Brown –  Die Form stimmt nicht
- 1969: Der Mann mit dem goldenen Pinsel
- 1969: Husch, husch ins Körbchen
- 1970: De Sade 70 (Eugenie)
- 1970: Das Kriminalmuseum (Serie) – Wer klingelt schon zur Fernsehzeit
- 1970: Josefine Mutzenbacher
- 1970: Merkwürdige Geschichten – Anruf aus dem Jenseits
- 1971: Kommissar X jagt die roten Tiger
- 1971: Tatort (TV-Reihe) – Kressin stoppt den Nordexpress
- 1971: Josefine Mutzenbacher II – Meine 365 Liebhaber
- 1972: Das Mädchen mit der heißen Masche
- 1972: Das Geheimnis der alten Mamsell
- 1972: Die rote Dame (La dama rossa uccide sette volte)
- 1973: Sechs unter Millionen (Serie)
- 1974: Tatort – Playback oder die Show geht weiter
- 1975: Streng geheim
- 1976: Satansbraten
- 1977: Die Vertreibung aus dem Paradies
- 1977: Bolwieser
- 1977: Die Kette (TV-Mehrteiler)
- 1977: Polizeiinspektion 1 – Polizeistunde
- 1978: Polizeiinspektion 1 – Aus wissenschaftlichen Gründen
- 1979: Die Farbe des Himmels
- 1979: Die Protokolle des Herrn M. – Eine Frau kommt nicht an
- 1981: Ach du lieber Harry
- 1981: Heute spielen wir den Boß – Wo geht’s denn hier zum Film?
- 1981: Lola
- 1981: Polizeiinspektion 1 – Ernste Absichten
- 1984: Die Frau ohne Körper und der Projektionist
- 1984: Die Schwarzwaldklinik – Sterbehilfe
- 1985: Schöne Ferien – Urlaubsgeschichten aus Mallorca
- 1986: Polizeiinspektion 1 – Roderich und Julia
- 1986: Wie treu ist Nik?
- 1986: Polizeiinspektion 1 – Der letzte Held
- 1987: Das Gelächter des Suppenhuhns
- 1987: Verkehrsgericht, Folge 18
- 1989: Die schnelle Gerdi (Serie)
- 1990: Der Alte – Tod eines Beerdigungsunternehmers
- 1990: Regina auf den Stufen (Serie)
- 1990: Feuer, Eis und Dynamit
- 1994: Forsthaus Falkenau – 2 Folgen: Der Maibaum & Grenzgänger
- 1995: Dicke Freunde
- 1995: Drei in fremden Kissen